# János Vas
Pour les articles homonymes, voir Vas.
János Vas (né le 29 janvier 1984 à Dunaújváros en Hongrie) est un joueur professionnel hongrois de hockey sur glace devenu entraîneur. Il évolue au poste d'ailier.

## Biographie

### Débuts

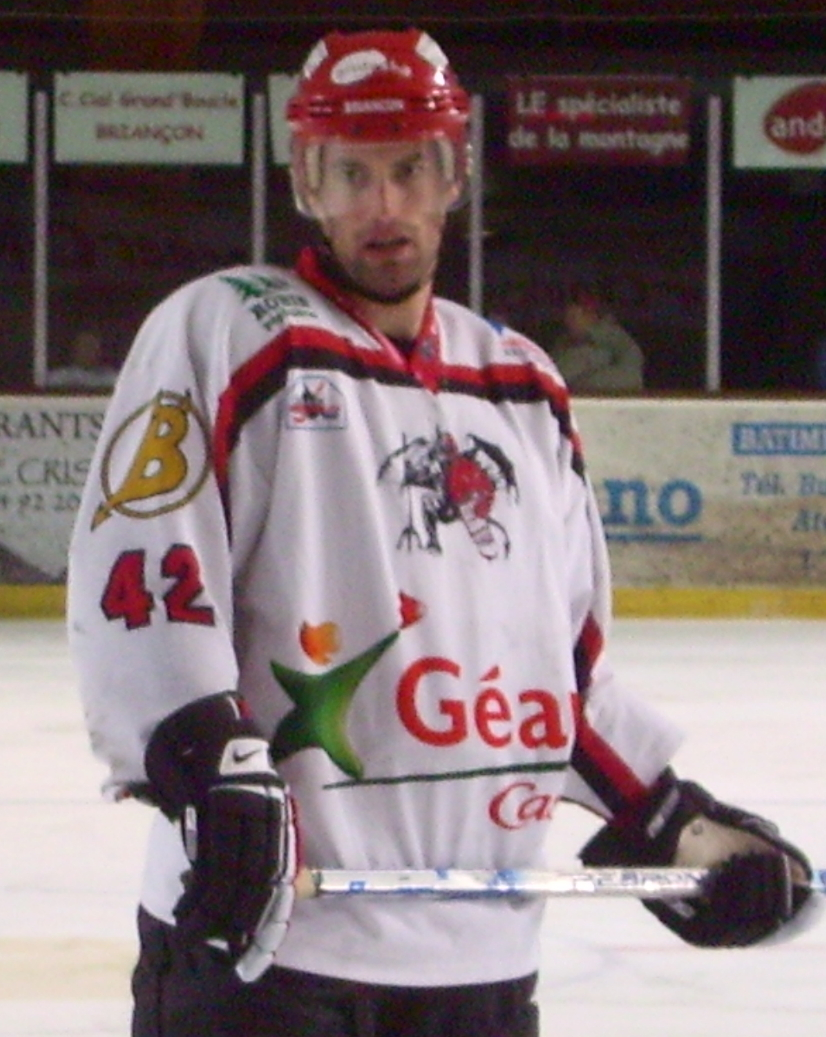
Son frère Márton avec les Diables rouges de Briançon.

Vas est issue d'une famille sportive. Ses frères Márton et Mátyás Vas ont également côtoyé le haut niveau,,. Si Mátyás a toujours joué en Borsodi Liga de 1999 à 2005, Márton a su prendre sa chance à l'étranger et est international. Ils ont tous deux participé à des Championnats du monde de roller in line hockey. À l'âge de six ans, son père l'emmène patiner avec son frère Márton Vas. Ils rencontrent Árpád Kercsó entraîneur du Dunaferr SE Dunaújváros qui leur propose de faire du hockey sur glace. Les frangins trouvent alors leur vocation. En 1999, János débute avec son club formateur, dans la Borsodi Liga. En 2000, il est sélectionné en équipe de Hongrie moins de 18 ans pour participer aux Championnats du monde Groupe C de cette même catégorie. Cette épreuve est organisée à Dunaújváros et Székesfehérvár. Un des entraîneurs de l'équipe du Danemark, participant à ces mondiaux, demande à la fédération magyare, quel jeune hongrois a le meilleur niveau et le plus gros potentiel dans l'équipe. La réponse donnée est : « János Vas ». L'entraîneur danois travaillait également aux Malmö Redhawks en Suède. Vas participe alors à plusieurs camps d'entraînement avec les Redhawks. Le verdict est rendu après le troisième stage.

### Apprentissage en Suède
En 2000, il intègre les équipes de jeunes du Malmö Redhawks et s'aguerrit dans les catégories moins de 18 ans puis junior élite. La première année, il est cantonné à la quatrième ligne et a un faible temps de jeu. Il représente l'équipe de Hongrie en senior depuis l'âge de 17 ans. Il participe aux mondiaux 2001. La saison suivante, il termine meilleur pointeur de l'équipe en Superelit. Il est ex æquo avec son partenaire de première ligne Frans Nielsen, qui deviendra le premier danois à jouer dans la Ligue nationale de hockey. En 2002, il est classé 55e joueur européen par le Central Scouting Service. Le jour du repêchage d'entrée dans la Ligue nationale de hockey se déroulant à Toronto, il est choisi en seconde ronde par les Stars de Dallas en 32e position. Il devient ainsi le troisième joueur hongrois à être repêché après Tamás Gröschl en 1999 et Levente Szuper en 2000. Vas poursuit ensuite son apprentissage en Suède et joue ses premiers matchs dans l'Elitserien. Il inscrit son premier but professionnel lors de son douzième match. S'il joue toujours en Superelit, il est prêté à des clubs d'Allsvenskan, le second échelon national et en division 1 qui correspond au troisième niveau. Il a disputé le championnat du monde division 1 2005.

### Ligue américaine de hockey
En 2005-2006, il part en Amérique du Nord où les Stars lui offrent un contrat de trois ans. Il commence la saison les Stars de l'Iowa dans la Ligue américaine de hockey qui sont affiliés aux Stars de Dallas. Quelques matchs plus tard, il est rétrogradé en ECHL avec les Steelheads de l'Idaho. L'équipe de l'Idaho remporte la Coupe Kelly cette saison. Mais Vas joue une dizaine de matchs avant que ses performances lui permettent d'accéder au niveau supérieur. Il intègre les Stars de l'Iowa dans la Ligue américaine de hockey avant de se blesser au poignet le 3 décembre 2005 contre les Rivermen de Peoria. De retour sur les patinoires, il se blesse cette fois-ci au genou. S'il n'a participé qu'à 35 matchs de saison régulière, il est rétabli pour les séries éliminatoires de la Coupe Calder avec Iowa qui s'incline 4-3 face aux Admirals de Milwaukee au premier tour. La saison suivante, les Wolves de Chicago barrent la route des partenaires de Vas en finale de division Ouest. En 2007-2008, le hongrois réalise son meilleur total de point en saison dans la ligue avec 40 points pour 17 buts. Son début de saison est très prolifique avec vingt points, 10 buts et 10 assistances lors des vingt-trois premières rencontres. Mais à partir du 3 décembre 2007, son rendement diminue. Lors des dix-neuf dernières rencontres de saison régulière, il est placé en troisième ligne avec Francis Wathier et Marius Holtet ou Tommy Wandell. Vas n'est pas appelé pour jouer dans la Ligue nationale. La franchise de Des Moines termine dernière de sa division et ne se qualifie pas pour les séries finales. Le dernier match se joue le 13 avril 2008. Il part alors directement à Sapporo au Japon. Il file participer aux mondiaux 2008 et cela pour la première fois depuis 2005. Il ne participe qu'aux trois derniers matchs mais il est l'un des artisans de la montée de la Hongrie en élite. Le 16 avril 2008, contre le Japon, il est économisé par l'entraîneur Pat Cortina et joue sur la quatrième ligne. L'équipe s'impose 4-2. Deux jours plus tard, il est aligné sur la seconde ligne avec son frère Márton et son coéquipier à Briançon Balázs Ladányi. Une victoire 3-0 contre la Croatie permet un dernier match décisif contre l'Ukraine. Il inscrit le premier but du match. Alors que son cadet est en prison, Márton inscrit en infériorité numérique le quatrième but de son équipe. La Hongrie s'impose 4-2 et est János désigné meilleur joueur de la partie. La Hongrie termine première du groupe B et accède à l'élite mondiale pour l'édition 2009. Soixante-dix ans après sa dernière apparition en 1938, la Hongrie revient au plus haut niveau.

### Retour en Europe

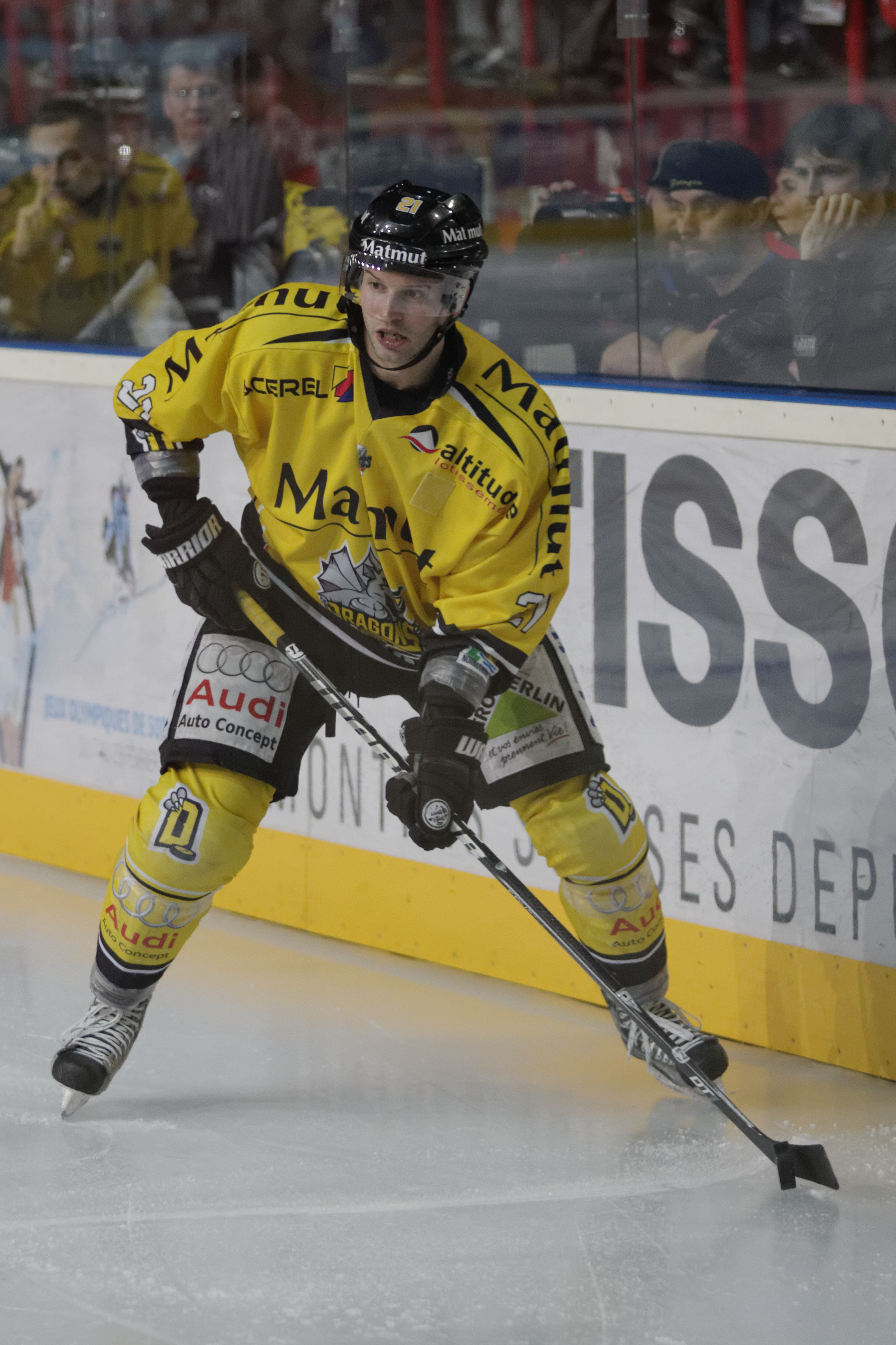
János Vas lors de la finale de la coupe de France de hockey sur glace 2013-2014

Cette performance va alors forcer son retour en Europe afin de jouer régulièrement avec sa sélection et espérer participer à cet évènement. En 2008, il signe au Brynäs IF. L'équipe se classe septième de la saison régulière de l'Elitserien. Elle est sortie en quart de finale par le futur champion le Färjestads BK. Le Hongrois inscrit un but pour six points en cinquante deux matchs. Vas participe en plus aux phases de Qualification olympique pour Vancouver 2010 avec sa sélection. La Hongrie remporte le groupe C à Budapest face à la Lituanie, Croatie et Serbie. Au tour suivant, elle termine quatrième du groupe F derrière la Lettonie, seule qualifiée pour l'épreuve l'Ukraine et l'Italie. Lors du championnat du monde 2009, l'apprentissage est difficile pour l'équipe qui ne gagne aucun match. Seizième, elle est reléguée en division 1. Non conservé dans le club de Gävle, il décide de se relancer dans son pays natal.
Le club d'Alba Volán Székesfehérvár joue depuis une saison dans le championnat d'Autriche et parvient à signer les meilleurs internationaux qui évoluent à l'étranger. À ce titre, János intègre l'effectif. Son frère Márton, Ladányi non conservés en France, et leur coéquipier à Briançon, le gardien de but Finlandais Tommi Satosaari renforcent l'équipe. Alba Volán emmené par le Roumain Árpád Mihály se classe sixième de la saison régulière et s'incline en quart de finale face aux Vienna Capitals quatre victoires à une. L'équipe finit la saison dans le championnat de Hongrie qu'elle remporte. Au mondial de division 1, Vas et ses compatriotes sont défaits lors du match décisif pour l'accession en élite. La Slovénie l'emporte dans sa patinoire de Ljubljana, la Hala Tivoli.
À l'inter-saison, il décide de retenter sa chance en Suède en s'engageant avec le Tingsryds AIF dans l'Allsvenskan. Il est le meilleur buteur de son équipe avec 21 filets en saison régulière ce qui le classe dans le top 10 de la deuxième division suédoise. L'équipe quatorzième et dernière de l'Allsvenskan doit passer par une poule de barrage pour conserver sa place dans cette division.

## Trophées et honneurs personnels

### Ligue nationale de hockey
- 2002 : Repêché par les Stars de Dallas en 2e ronde, en 32e position.

### Stars de l'Iowa
- 2007-2008 : trophée du septième joueur, remis par l'entraîneur et le staff au joueur qui a réalisé des performances supérieures aux attentes initiales[19].
- 2007-2008 : Trophée du Booster Club.

### Qualification olympique
- Novembre 2008 : termine meilleur buteur du groupe C ex aequo avec Oliver Ciganović (4 buts).

## Statistiques

### En club
| Saison    | Équipe                        | Ligue                  |    | Saison régulière | Saison régulière | Saison régulière | Saison régulière | Saison régulière |   | Séries éliminatoires | Séries éliminatoires | Séries éliminatoires | Séries éliminatoires | Séries éliminatoires |
| Saison    | Équipe                        | Ligue                  | PJ | B                | A                | Pts              | Pun              | PJ               | B | A                    | Pts                  | Pun                  |                      |                      |
| 1999-2000 | Dunaferr SE Dunaújváros       | Borsodi Liga           | 2  | 0                | 0                | 0                | 0                | -                | - | -                    | -                    | -                    |                      |                      |
| 2000-2001 | Malmö Redhawks                | J18 Allsvenskan        | 3  | 2                | 0                | 2                | 0                | -                | - | -                    | -                    | -                    |                      |                      |
| 2000-2001 | Malmö Redhawks                | J20 Superelit          | 20 | 4                | 4                | 8                | 8                | 3                | 0 | 0                    | 0                    | 4                    |                      |                      |
| 2001-2002 | Malmö Redhawks                | J20 Superelit          | 41 | 21               | 21               | 42               | 54               | 5                | 6 | 2                    | 8                    | 2                    |                      |                      |
| 2002-2003 | Malmö Redhawks                | J20 Superelit          | 17 | 5                | 12               | 17               | 14               | -                | - | -                    | -                    | -                    |                      |                      |
| 2002-2003 | Malmö Redhawks                | Elitserien             | 14 | 1                | 0                | 1                | 2                | -                | - | -                    | -                    | -                    |                      |                      |
| 2002-2003 | IF Troja-Ljungby              | Allsvenskan            | 14 | 2                | 1                | 3                | 20               | -                | - | -                    | -                    | -                    |                      |                      |
| 2002-2003 | IK Pantern                    | Division 1             |    |                  |                  |                  |                  | -                | - | -                    | -                    | -                    |                      |                      |
| 2003-2004 | Malmö Redhawks                | Elitserien             | 6  | 0                | 0                | 0                | 0                | -                | - | -                    | -                    | -                    |                      |                      |
| 2003-2004 | Malmö Redhawks                | J20 Superelit          | 15 | 5                | 3                | 8                | 14               | 8                | 5 | 2                    | 7                    | 33                   |                      |                      |
| 2003-2004 | IK Pantern                    | Superallsvenskan       |    |                  |                  |                  |                  | 1                | 0 | 0                    | 0                    | 0                    |                      |                      |
| 2003-2004 | IK Pantern                    | Division 1             |    | 0                | 2                | 2                |                  | -                | - | -                    | -                    | -                    |                      |                      |
| 2004-2005 | Halmstad Hammers HC           | Allsvenskan            | 39 | 9                | 8                | 17               | 10               | 2                | 0 | 1                    | 1                    | 2                    |                      |                      |
| 2005-2006 | Stars de l'Iowa               | LAH                    | 35 | 2                | 9                | 11               | 18               | 7                | 1 | 1                    | 2                    | 2                    |                      |                      |
| 2005-2006 | Steelheads de l'Idaho         | ECHL                   | 10 | 4                | 5                | 9                | 15               | -                | - | -                    | -                    | -                    |                      |                      |
| 2006-2007 | Stars de l'Iowa               | LAH                    | 72 | 13               | 13               | 26               | 42               | 10               | 1 | 1                    | 2                    | 2                    |                      |                      |
| 2007-2008 | Stars de l'Iowa               | LAH                    | 78 | 17               | 23               | 40               | 50               | -                | - | -                    | -                    | -                    |                      |                      |
| 2008-2009 | Brynäs IF                     | Elitserien             | 52 | 1                | 5                | 6                | 10               |                  |   |                      |                      |                      |                      |                      |
| 2009-2010 | Alba Volán Székesfehérvár     | EBEL                   | 53 | 15               | 12               | 27               | 22               | 5                | 1 | 2                    | 3                    | 0                    |                      |                      |
| 2009-2010 | Alba Volán Székesfehérvár     | OB I. Bajnokság        |    |                  |                  |                  |                  | 7                | 4 | 4                    | 8                    | 6                    |                      |                      |
| 2010-2011 | Tingsryds AIF                 | Allsvenskan            | 52 | 21               | 6                | 27               | 6                |                  |   |                      |                      |                      |                      |                      |
| 2010-2011 | Tingsryds AIF                 | Kvalserien Allsvenskan |    |                  |                  |                  |                  | 10               | 2 | 4                    | 6                    | 0                    |                      |                      |
| 2011-2012 | IF Troja-Ljungby              | Allsvenskan            | 45 | 12               | 12               | 24               | 47               | -                | - | -                    | -                    | -                    |                      |                      |
| 2012-2013 | Dijon                         | Ligue Magnus           | 26 | 18               | 25               | 43               | 12               | 5                | 1 | 4                    | 5                    | 0                    |                      |                      |
| 2012-2013 | Dijon                         | CdF                    | 3  | 4                | 6                | 10               | 0                | -                | - | -                    | -                    | -                    |                      |                      |
| 2012-2013 | Dijon                         | CdlL                   | 6  | 5                | 3                | 8                | 16               | 2                | 0 | 1                    | 1                    | 0                    |                      |                      |
| 2013-2014 | Rouen                         | Ligue Magnus           | 25 | 11               | 20               | 31               | 12               | 9                | 2 | 6                    | 8                    | 2                    |                      |                      |
| 2014-2015 | HC Slavia Prague              | Extraliga              | 50 | 8                | 6                | 14               | 30               | -                | - | -                    | -                    | -                    |                      |                      |
| 2015-2016 | HC Slavia Prague              | 1.liga                 | 30 | 8                | 13               | 21               | 18               | 8                | 3 | 2                    | 5                    | 8                    |                      |                      |
| 2016-2017 | Alba Volán Székesfehérvár     | EBEL                   | 53 | 7                | 15               | 22               | 68               | -                | - | -                    | -                    | -                    |                      |                      |
| 2016-2017 | Fehérvári Titánok             | Erste Liga             | -  | -                | -                | -                | -                | 2                | 0 | 2                    | 2                    | 0                    |                      |                      |
| 2017-2018 | DVTK Jegesmedvék              | Erste Liga             | 38 | 24               | 23               | 47               | 20               | 5                | 1 | 0                    | 1                    | 4                    |                      |                      |
| 2018-2019 | DVTK Jegesmedvék              | Extraliga              | 54 | 14               | 35               | 49               | 53               | 3                | 0 | 1                    | 1                    | 0                    |                      |                      |
| 2019-2020 | DVTK Jegesmedvék              | Extraliga              | 42 | 9                | 24               | 33               | 28               | -                | - | -                    | -                    | -                    |                      |                      |
| 2020-2021 | DVTK Jegesmedvék              | Extraliga              | 44 | 4                | 23               | 27               | 42               | -                | - | -                    | -                    | -                    |                      |                      |
| 2021-2022 | Pionniers de Chamonix-Morzine | Ligue Magnus           | 7  | 2                | 1                | 3                | 12               | -                | - | -                    | -                    | -                    |                      |                      |
| 2022-2023 | HC Prešov                     | Extraliga              | 25 | 6                | 5                | 11               | 14               | 7                | 1 | 5                    | 6                    | 2                    |                      |                      |
| 2022-2023 | DVTK Jegesmedvék              | Erste Liga             | 36 | 5                | 20               | 25               | 10               | 6                | 0 | 3                    | 3                    |                      |                      |                      |

### En équipe nationale
| Année | Évènement                           |   | PJ | B | A | Pts | +/- | Pun                                                 |  | Résultat |
| 2000  | Championnat du monde moins 18 ans C | 4 | 2  | 6 | 8 | 0   | 31  | 4e du groupe C                                      |  |          |
| 2001  | Championnat du monde D1             | 5 | 0  | 2 | 2 | +1  | 2   | 4e de la Division 1 Groupe A                        |  |          |
| 2002  | Championnat du monde D1             | 5 | 1  | 0 | 1 | +3  | 6   | 2e de la Division 1 Groupe B                        |  |          |
| 2002  | Championnat du monde junior D2      | 4 | 4  | 1 | 5 | -1  | 10  | 6e de la Division 2                                 |  |          |
| 2003  | Championnat du monde junior D2      | 2 | 3  | 5 | 8 | +6  | 10  | 1er de la Division 2 Groupe B, promue en Division 1 |  |          |
| 2004  | Championnat du monde junior D1      | 5 | 0  | 4 | 4 | -1  | 18  | 6e de la Division 1 Groupe, reléguée en Division 2  |  |          |
| 2005  | Championnat du monde D1A            | 5 | 1  | 1 | 2 | 0   | 6   | 3e de la Division 1 Groupe A                        |  |          |
| 2008  | Championnat du monde D1B            | 3 | 1  | 0 | 1 | 0   | 2   | 1er de la Division 1 Groupe B, promue en élite      |  |          |
| 2008  | Qualification olympique             | 3 | 4  | 1 | 5 | +3  | 4   | 1er/4 du groupe C                                   |  |          |
| 2009  | Qualification olympique             | 3 | 1  | 1 | 2 | 0   | 6   | 4e/4 du groupe F                                    |  |          |
| 2009  | Championnat du monde                | 5 | 0  | 1 | 1 | -2  | 29  | 16e de l'élite, relégation en D1                    |  |          |
| 2010  | Championnat du monde D1B            | 5 | 1  | 2 | 3 | +6  | 4   | Médaille d'argent de la division 1, groupe B        |  |          |
| 2011  | Championnat du monde D1 A           | 4 | 1  | 2 | 3 | +2  | 0   | Médaille d'argent de la division 1, groupe A        |  |          |
| 2012  | Championnat du monde                | 5 | 1  | 1 | 2 | +1  | 2   | Médaille de bronze de la division 1, groupe A       |  |          |
| 2012  | Qualification Jeux olympiques       | 3 | 2  | 2 | 4 | +2  | 0   | Deuxième place du groupe G                          |  |          |
| 2013  | Championnat du monde                | 5 | 1  | 2 | 3 | +1  | 2   | Médaille de bronze de la division 1 groupe A        |  |          |
| 2014  | Championnat du monde                | 4 | 0  | 4 | 4 | +2  | 0   | Cinquième place de la division 1 groupe A           |  |          |